# 팻 베네타
팻 베네타(Pat Benatar, 1953년 1월 10일 ~ )는 미국의 가수, 작곡가, 배우이다. 뉴욕 출신으로 버지니아주 리치먼드에서 활동하였다. 그래미상을 네 차례 수상했으며, 2022년 로큰롤 명예의 전당에 등재되었다.

## 디스코그래피
- In the Heat of the Night (1979)
- Crimes of Passion (1980)
- Precious Time (1981)
- Get Nervous (1982)
- Live from Earth (1983)
- Tropico (1984)
- Seven the Hard Way (1985)
- Wide Awake in Dreamland (1988)
- True Love (1991)
- Gravity's Rainbow (1993)
- Innamorata (1997)
- Go (2003)

## 수상
- 1983년: 제26회 그래미 어워드 최우수 여성 락 보컬상
- 1982년: 제25회 그래미 어워드 최우수 여성 락 보컬상
- 1981년: 제24회 그래미 어워드 최우수 여성 락 보컬상
- 1980년: 제23회 그래미 어워드 최우수 여성 락 보컬상

## 참고 문헌
- Fissinger, Laura. Rock'n PopStars Pat Benatar. Creative Education 1983 ISBN 0-89813-101-4
- Magee, Doug. Pat Benatar. 프로테우스 (신화) 1985 ISBN 978-0-86276-251-3
- Benatar, Pat and Cox, Patsi. Between a Heart and a Rock Place. 하퍼콜린스 2010 ISBN 978-0-06-195377-4